# 王業立
王業立（1959年8月22日—）中华民国政治學家，臺灣選舉研究權威。主要研究選舉制度、地方政治等。

## 个人经历
籍貫中國大陸山東即墨，生於臺灣臺中，國立臺灣大學政治學系畢業、美國德州大學奧斯汀分校政治學博士，博士畢業後返台任教。曾任中國政治學會理事長、臺灣政治學會會長、國立臺灣大學政治學系主任、東海大學政治學系主任等職、澄社成員，主要以研究臺灣選舉制度、地方政治為主，同時也任教校內大學一年級政治學必修基礎課程，而其著作《比較選舉制度》更是研究臺灣選制的必讀經典。
長子王宏恩同為政治學家，現為美國內華達大學拉斯維加斯分校副教授。

## 著作
- 《政治學與臺灣政治》第二版（2021，主編，與蘇子喬、沈有忠、劉嘉薇、鄭任汶、王啟明合著）
- 《比較選舉制度》第八版（2021）
- 《透視立法院－2003年澄社監督國會報告》（與瞿海源、黃秀端、洪裕宏、林靜萍合著）
- 《解構國會－改造國會》（與瞿海源、黃秀端、林繼文、顧忠華合著）
- 《我國選舉制度的政治影響》

## 外部連結
1. 王業立的網際空間 （页面存档备份，存于）（繁體中文）

1. ↑   (PDF). 國立台灣大學.
2. ↑  . 放言Fount Media.   [2024-09-12]. （原始内容存档于2024-09-12）.